# Thinophilus pectinifer
Thinophilus pectinifer är en tvåvingeart som beskrevs av Wheeler 1896. Thinophilus pectinifer ingår i släktet Thinophilus och familjen styltflugor. Inga underarter finns listade i Catalogue of Life.